# Setaria
Setaria es un género de plantas herbáceas de la familia de las poáceas. Es originario de las regiones templadas y tropicales del globo.

## Descripción
Son plantas anuales. Hojas con vaina pelosa o glabra; lígula representada por una fila de pelos; limbo plano. Inflorescencia en panícula espiciforme, densa, con eje escábrido o pubescente. Pedúnculos de las espiguillas con numerosas setas rígidas, antrorsas o retrorso-escábridas, persistentes. Espiguillas cortamente pedunculadas, ovadas o elípticas, con flor inferior masculina o estéril y la superior hermafrodita. Glumas 2, desiguales, membranosas, más cortas que las flores o la superior tan larga como las flores; la inferior con (1-) 3 nervios y la superior con 5-7 nervios. Flor inferior con lema tan larga como la de la flor superior, con 5-7 nervios, membranosa; pálea membranosa. Flor superior con lema con 5 nervios poco marcados, coriácea; pálea casi tan larga como la lema y con 2 quillas, endurecida en la madurez. Cariopsis oblongoidea a elipsoidea.

## Taxonomía
El género fue descrito por Ambroise Marie François Joseph Palisot de Beauvois y publicado en Essai d'une Nouvelle Agrostographie 51, 178, pl. 13, f. 3. 1812. La especie tipo es: Setaria viridis (L.) Beauv.
Etimología
El nombre del género deriva del latín seta (cerda), aludiendo a las inflorescencias erizadas. 
Citología
El número cromosómico básico del género es x = x = 9 y 10, con números cromosómicos somáticos de 2n = 18, 36, 54, 63, y 72, o 36-54 ya que hay especies diploides y una serie poliploide. Cromosomas relativamente «pequeños». Nucléolos persistente

## Especies

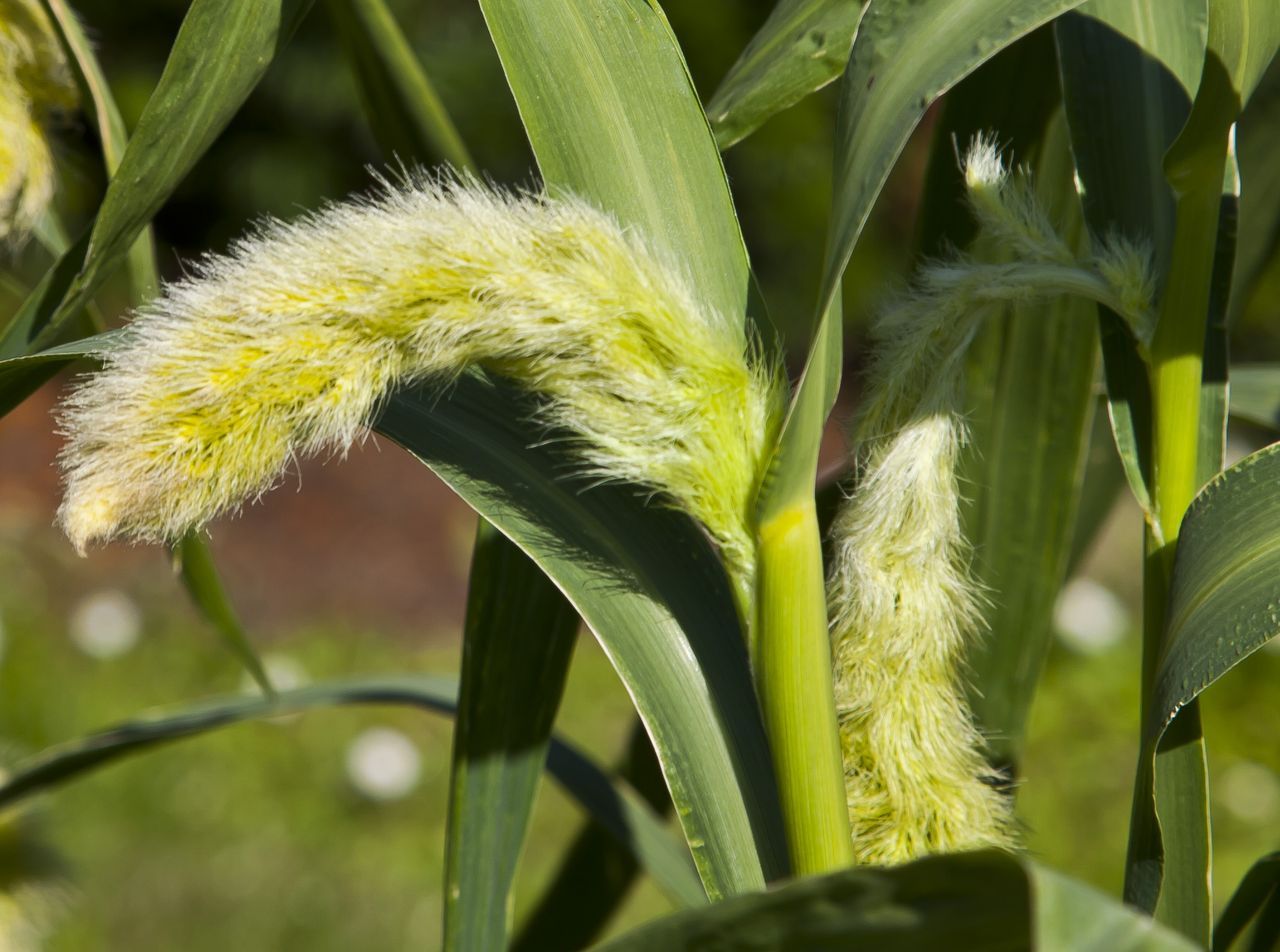
(Setaria italica)

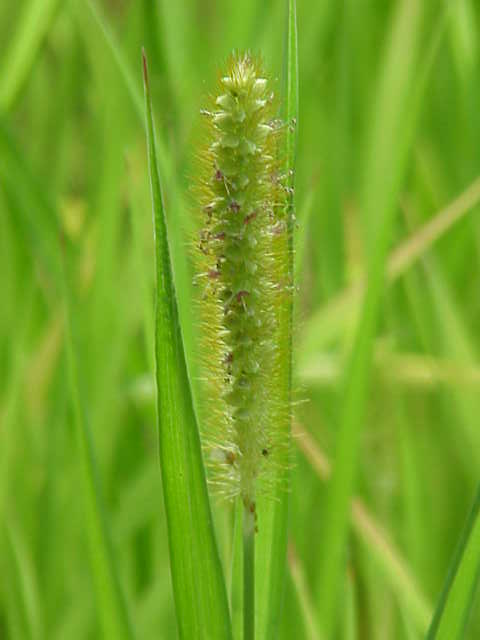
(Setaria pumila)

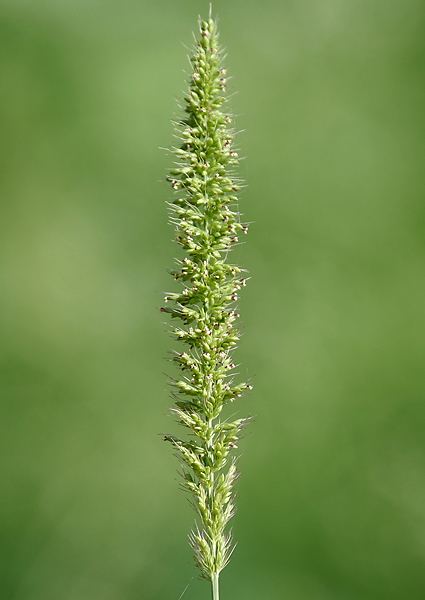
(Setaria verticillata)

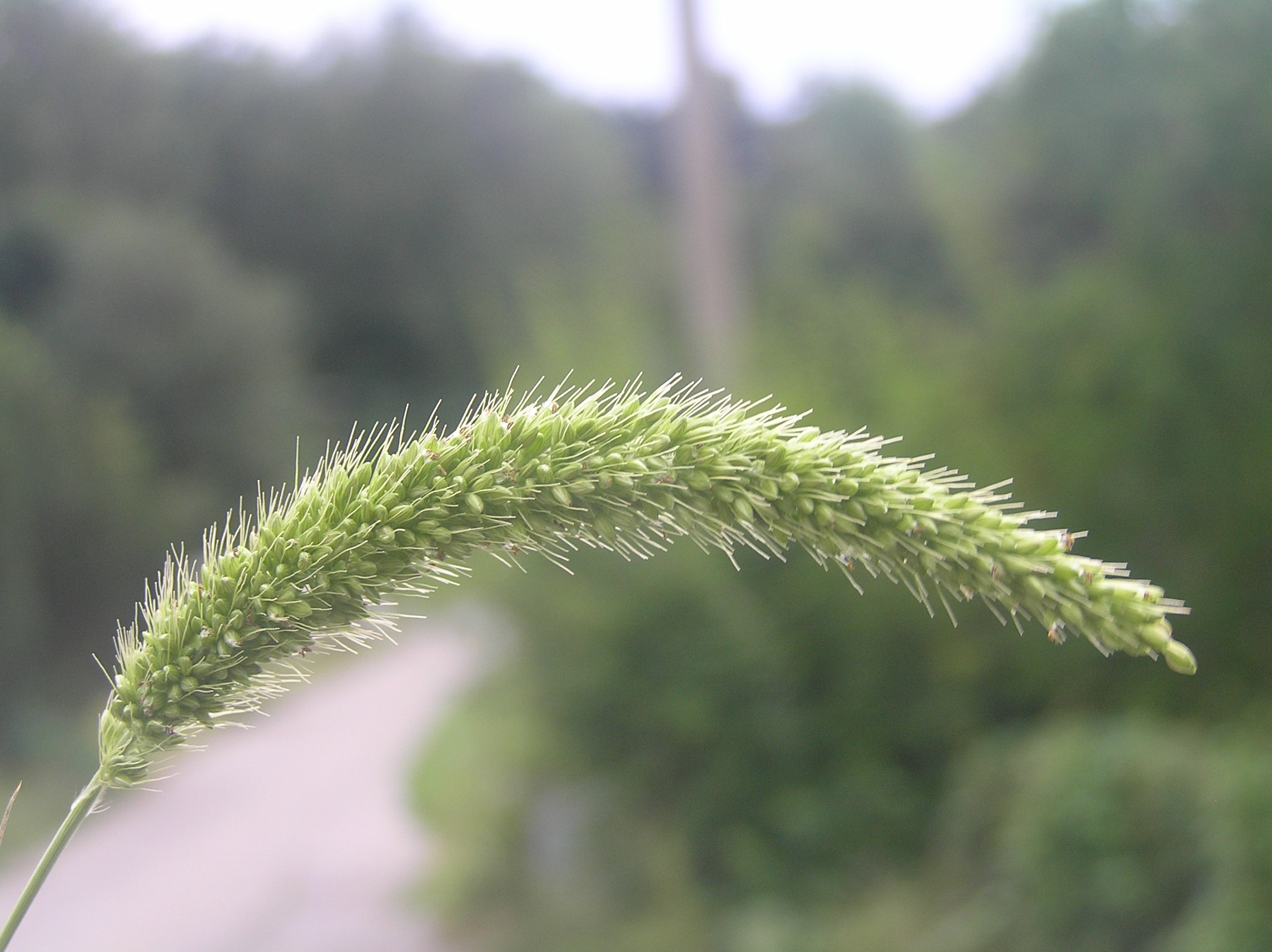
(Setaria viridis)

- Setaria acromelaena (Hochst.) T.Durand & Schinz
- Setaria alonsoi Pensiero & A.M.Anton
- Setaria apiculata (Scribn. & Merr.) K.Schum.
- Setaria appendiculata (Hack.) Stapf
- Setaria arizonica Rominger
- Setaria atrata Hack. ex Engl.
- Setaria australiensis (Scribn. & Merr.) Vickery
- Setaria austrocaledonica (Balansa) A.Camus
- Setaria barbata (Lam.) Kunth
- Setaria barbinodis R.A.W.Herrm.
- Setaria bathiei A.Camus
- Setaria cernua Kunth
- Setaria chondrachne (Steud.) Honda
- Setaria clivalis (Ridl.) Veldkamp
- Setaria cordobensis R.A.W.Herrm.
- Setaria corrugata (Elliott) Schult.
- Setaria decipiens K.F. Schimp. ex Nyman
- Setaria dielsii R.A.W.Herrm.
- Setaria elementii (Domin) R.D. Webster
- Setaria faberi R.A.W. Herrm.)
- Setaria fiebrigii R.A.W.Herrm.
- Setaria finita Launert
- Setaria forbesiana (Nees ex Steud.) Hook. f.
- Setaria globulifera (Steud.) Griseb.
- Setaria gracillima Hook. f.
- Setaria grandis Stapf
- Setaria grisebachii E.Fourn.
- Setaria guizhouensis S.L.Chen & G.Y.Sheng
- Setaria hassleri Hack.
- Setaria homonyma (Steud.) Chiov.
- Setaria humbertiana A.Camus
- Setaria hunzikeri Anton
- Setaria incrassata (Hochst.) Hack.
- Setaria intermedia Roem. & Schult.
- Setaria italica (L.) P.Beauv.
- Setaria jaffrei Morat
- Setaria kagerensis Mez
- Setaria lachnea (Nees) Kunth
- Setaria latifolia (Scribn.) R.A.W.Herrm.
- Setaria leucopila (Scribn. & Merr.) K.Schum.
- Setaria liebmannii E.Fourn.
- Setaria limensis Tovar
- Setaria lindenbergiana (Nees) Stapf
- Setaria longipila E.Fourn.
- Setaria longiseta P.Beauv.
- Setaria macrosperma (Scribn. & Merr.) K.Schum.
- Setaria macrostachya Kunth, Heimat
- Setaria madecassa A.Camus
- Setaria magna Griseb.
- Setaria megaphylla (Steud.) T.Durand & Schinz
- Setaria mendocina Phil.
- Setaria mildbraedii C.E.Hubb.
- Setaria montana Reeder
- Setaria nepalense (Spreng.) Müll. Stuttg.
- Setaria nicorae Pensiero
- Setaria nigrirostris (Nees) T.Durand & Schinz
- Setaria oblongata (Griseb.) Parodi
- Setaria obscura de Wit
- Setaria oplismenoides R.A.W.Herrm.
- Setaria orthosticha K.Schum. ex R.A.W.Herrm.
- Setaria palmeri Henrard
- Setaria palmifolia (J.Koenig) Stapf
- Setaria pampeana Parodi ex Nicora
- Setaria paraguayensis Pensiero
- Setaria parodii Nicora
- Setaria parviflora (Poir.) M.Kerguelen
- Setaria paspalidioides Vickery
- Setaria paucifolia (Morong) Lindm.
- Setaria perrieri A.Camus
- Setaria petiolata Stapf & C.E.Hubb.
- Setaria pflanzii Pensiero
- Setaria plicata (Lam.) T.Cooke
- Setaria poiretiana (Schult.) Kunth, Heimat
- Setaria pseudaristata (Peter) Pilg.
- Setaria pumila (Poir.) Roem. & Schult.
- Setaria queenslandica Domin
- Setaria restioidea (Franch.) Stapf
- Setaria rigida Stapf
- Setaria roemeri Jansen
- Setaria rosengurttii Nicora
- Setaria sagittifolia (A.Rich.) Walp.
- Setaria scabrifolia (Nees) Kunth
- Setaria scandens Schrad.
- Setaria scheelei (Steud.) Hitchc.
- Setaria scottii (Hack.) A.Camus
- Setaria seriata Stapf
- Setaria setosa (Sw.) P.Beauv.
- Setaria speciosa (A.Braun) Kuhlm.
- Setaria sphacelata (Schumach.) Stapf & C.E. Hubb. ex Moss
- Setaria stolonifera Boldrini
- Setaria submacrostachya Luces
- Setaria sulcata Raddi
- Setaria surgens Stapf
- Setaria tenacissima Schrad.
- Setaria tenax (Rich.) Desv.
- Setaria texana Emery
- Setaria vaginata Spreng.
- Setaria vatkeana K. Schum.
- Setaria verticillata (L.) P. Beauv.
- Setaria villosissima (Scribn. & Merr.) K. Schum.
- Setaria viridis (L.) P. Beauv.
- Setaria vulpiseta (Lam.) Roem. & Schult.
- Setaria welwitschii Rendle
- Setaria yunnanensis Keng f. & K.D. Yu[4][5]